# Coppa delle Nazioni Juniors UCI 2012
La Coppa delle Nazioni Juniors UCI 2012 fu la quinta edizione della competizione organizzata dalla Unione Ciclistica Internazionale, riservata agli atleti di meno di 19 anni. Comprendeva dieci gare ed era riservata alle squadre nazionali.

## Calendario
| Data         | Gara                                           | Vincitore            | Vincitore (Nazioni) | Leader (Nazioni) |
| ------------ | ---------------------------------------------- | -------------------- | ------------------- | ---------------- |
| 16 febbraio  | Campionati asiatici-Prova in linea Junior      | Hiroki Nishimura     | Giappone            | Giappone         |
| 8 aprile     | Paris-Roubaix Juniors                          | Mads Würtz Schmidt   | Danimarca           | Danimarca        |
| 20-22 aprile | Kroz Istru                                     | Mads Pedersen        | Danimarca           | Danimarca        |
| 29 aprile    | Campionati panamericani-Prova in linea Junior  | José Alfredo Aguirre | Messico             | Danimarca        |
| 2-6 maggio   | Course de la Paix Juniors                      | Niklas Eg            | Danimarca           | Danimarca        |
| 17-20 maggio | Trofeo Karlsberg                               | Mads Pedersen        | Danimarca           | Danimarca        |
| 7-8 luglio   | Grand Prix Général Patton                      | Quentin Jauregui     | Francia             | Danimarca        |
| 11 agosto    | Campionati europei-Prova in linea Junior       | Alexander Wachter    | Austria             | Danimarca        |
| 20 settembre | Campionati del mondo-Prova a cronometro Junior | Oskar Svendsen       | Norvegia            | Danimarca        |
| 24 settembre | Campionati del mondo-Prova in linea Junior     | Matej Mohorič        | Slovenia            | Danimarca        |

## Classifica
Risultati finali.
| Pos. | Nazione     | Punti |
| ---- | ----------- | ----- |
| 1    | Danimarca   | 324   |
| 2    | Francia     | 185   |
| 3    | Belgio      | 150   |
| 4    | Norvegia    | 130   |
| 5    | Italia      | 119   |
| 6    | Germania    | 117   |
| 7    | Svezia      | 94    |
| 8    | Slovenia    | 76    |
| 9    | Stati Uniti | 73    |
| 10   | Paesi Bassi | 72    |